# سیارک ۶۸۶۹
سیارک ۶۸۶۹ (به انگلیسی: 6869 Funada، نامگذاری:1992JP) شش هزار و هشتصد و شصت و نهمین سیارک کشف شده‌است که در ۲ مه ۱۹۹۲ کشف شد.
قدر مطلق سیارک برابر ۱۱٫۴۰ است.